# صفا جبار
صفا جبار (عربی: صفاء جبار؛ زادهٔ ۲۰ ژوئیهٔ ۱۹۹۳) یک بازیکن فوتبال اهل عراق است.
وی همچنین در تیم ملی فوتبال تیم ملی فوتبال عراق بازی کرده است.